# CONCACAF Gold Cup 2007
La CONCACAF Gold Cup 2007 è stata la 19ª edizione (la 9ª con la formula attuale) di questo torneo di calcio continentale per squadre nazionali maggiori maschili organizzato dalla CONCACAF. Disputatosi dal 6 al 24 giugno 2007 negli Stati Uniti d'America, il torneo fu vinto per la quarta volta dagli Stati Uniti stessi, che in finale sconfissero il Messico per 2-1.
Le dodici squadre qualificate furono divise in tre gruppi. Ai quarti di finale accedevano le prime due di ogni gruppo e le due migliori terze, per un totale di otto squadre. Se nella classifica di un gruppo due o più squadre avevano totalizzato lo stesso numero di punti, per determinare il piazzamento in classifica si seguivano, nell'ordine, i seguenti criteri:
1. Punti ottenuti negli scontri diretti (se applicabile)
2. Migliore differenza reti nel girone
3. Maggiore numero di gol segnati nel girone
4. Sorteggio

## Formula
- Qualificazioni

40 membri CONCACAF: 12 posti disponibili per la fase finale. Stati Uniti (come paese ospitante) si qualifica direttamente alla fase finale. Rimangono 39 squadre per undici posti disponibili per la fase finale. Le squadre e i posti disponibili sono suddivisi in tre zone di qualificazione: Nord America (2 posti), Centro America (5 posti), Caraibi (4 posti).
Zona Nord America - 2 squadre, si qualificano di diritto alla fase finale.
Zona Centro America - 7 squadre, partecipano alla Coppa delle nazioni UNCAF 2007, le prime cinque classificate si qualificano alla fase finale.
Zona Caraibi - 30 squadre, partecipano alla Coppa dei Caraibi 2007, le prime quattro classificate si qualificano alla fase finale.
- Fase finale

Fase a gruppi - 12 squadre, divise in tre gruppi da quattro squadre. Giocano partite di sola andata, le prime due classificate e le due migliori terze accedono ai quarti di finale.
Fase a eliminazione diretta - 8 squadre, giocano partite di sola andata. La vincente si laurea campione CONCACAF e si qualifica alla FIFA Confederations Cup 2009.

## Squadre partecipanti
| Pr. | Squadra           | Data di qualificazione certa | Partecipante in quanto                               | Partecipazioni precedenti al torneo                                                                 | Ultima presenza          |
| --- | ----------------- | ---------------------------- | ---------------------------------------------------- | --------------------------------------------------------------------------------------------------- | ------------------------ |
| 1   | Stati Uniti       | -                            | Rappresentativa della nazione ospitante              | 10 (1985, 1989, 1991, 1993, 1996, 1998, 2000, 2002, 2003, 2005)                                     | Stati Uniti 2005         |
| 2   | Messico           | -                            | Qualificata di diritto                               | 16 (1963, 1965, 1967, 1969, 1971, 1973, 1977, 1981, 1991, 1993, 1996, 1998, 2000, 2002, 2003, 2005) | Stati Uniti 2005         |
| 3   | Canada            | -                            | Qualificata di diritto                               | 10 (1977, 1981, 1985, 1991, 1993, 1996, 2000, 2002, 2003, 2005)                                     | Stati Uniti 2005         |
| 4   | Haiti             | 15 gennaio 2007              | 1ª classificata della Coppa dei Caraibi 2007         | 9 (1963, 1965, 1969, 1973, 1977, 1981, 1985, 2000, 2002)                                            | Stati Uniti 2002         |
| 5   | Trinidad e Tobago | 17 gennaio 2007              | 2ª classificata della Coppa dei Caraibi 2007         | 12 (1967, 1969, 1971, 1973, 1985, 1989, 1991, 1996, 1998, 2000, 2002, 2005)                         | Stati Uniti 2005         |
| 6   | Cuba              | 18 gennaio 2007              | 3ª classificata della Coppa dei Caraibi 2007         | 6 (1971, 1981, 1998, 2002, 2003, 2005)                                                              | Stati Uniti 2005         |
| 7   | Guadalupa         | 18 gennaio 2007              | 4ª classificata della Coppa dei Caraibi 2007         | -                                                                                                   | Esordiente               |
| 8   | Guatemala         | 10 febbraio 2007             | 3ª classificata della Coppa delle nazioni UNCAF 2007 | 15 (1963, 1965, 1967, 1969, 1973, 1977, 1985, 1989, 1991, 1996, 1998, 2000, 2002, 2003, 2005)       | Stati Uniti 2005         |
| 9   | El Salvador       | 10 febbraio 2007             | 4ª classificata della Coppa delle nazioni UNCAF 2007 | 10 (1963, 1965, 1977, 1981, 1985, 1989, 1996, 1998, 2002, 2003)                                     | Stati Uniti-Messico 2003 |
| 10  | Costa Rica        | 11 febbraio 2007             | 1ª classificata della Coppa delle nazioni UNCAF 2007 | 13 (1963, 1965, 1969, 1971, 1985, 1989, 1991, 1993, 1998, 2000, 2002, 2003, 2005)                   | Stati Uniti 2005         |
| 11  | Panama            | 13 febbraio 2007             | 2ª classificata della Coppa delle nazioni UNCAF 2007 | 3 (1963, 1993, 2005)                                                                                | Stati Uniti 2005         |
| 12  | Honduras          | 15 febbraio 2007             | 5ª classificata della Coppa delle nazioni UNCAF 2007 | 13 (1963, 1967, 1971, 1973, 1981, 1985, 1991, 1993, 1996, 1998, 2000, 2003, 2005)                   | Stati Uniti 2005         |

Nella sezione "partecipazioni precedenti al torneo", le date in grassetto indicano che la nazione ha vinto quella edizione del torneo, mentre le date in corsivo indicano la nazione ospitante.

## Stadi
| Foxborough        | East Rutherford                                         | Carson                                                  | Chicago                                                 |
| ----------------- | ------------------------------------------------------- | ------------------------------------------------------- | ------------------------------------------------------- |
| Gillette Stadium  | Giants Stadium                                          | The Home Depot Center                                   | Soldier Field                                           |
| Capacità: 68.756  | Capacità: 80.042                                        | Capacità: 27.000                                        | Capacità: 61.500                                        |
|                   |                                                         |                                                         |                                                         |
| Miami             | Miami Foxborough East Rutherford Carson Chicago Houston | Miami Foxborough East Rutherford Carson Chicago Houston | Miami Foxborough East Rutherford Carson Chicago Houston |
| Miami Orange Bowl | Miami Foxborough East Rutherford Carson Chicago Houston | Miami Foxborough East Rutherford Carson Chicago Houston | Miami Foxborough East Rutherford Carson Chicago Houston |
| Capacità: 72.319  | Miami Foxborough East Rutherford Carson Chicago Houston | Miami Foxborough East Rutherford Carson Chicago Houston | Miami Foxborough East Rutherford Carson Chicago Houston |
|                   | Miami Foxborough East Rutherford Carson Chicago Houston | Miami Foxborough East Rutherford Carson Chicago Houston | Miami Foxborough East Rutherford Carson Chicago Houston |
| Houston           | Miami Foxborough East Rutherford Carson Chicago Houston | Miami Foxborough East Rutherford Carson Chicago Houston | Miami Foxborough East Rutherford Carson Chicago Houston |
| Reliant Stadium   | Miami Foxborough East Rutherford Carson Chicago Houston | Miami Foxborough East Rutherford Carson Chicago Houston | Miami Foxborough East Rutherford Carson Chicago Houston |
| Capacità: 71.500  | Miami Foxborough East Rutherford Carson Chicago Houston | Miami Foxborough East Rutherford Carson Chicago Houston | Miami Foxborough East Rutherford Carson Chicago Houston |
|                   | Miami Foxborough East Rutherford Carson Chicago Houston | Miami Foxborough East Rutherford Carson Chicago Houston | Miami Foxborough East Rutherford Carson Chicago Houston |

## Fase finale

### Fase a gruppi

#### Gruppo A

##### Classifica
| Pos | Squadra    | P.ti | G | V | N | P | GF | GS | DR |
| --- | ---------- | ---- | - | - | - | - | -- | -- | -- |
| 1   | Canada     | 6    | 3 | 2 | 0 | 1 | 5  | 3  | +2 |
| 2   | Costa Rica | 4    | 3 | 1 | 1 | 1 | 3  | 3  | 0  |
| 3   | Guadalupa  | 4    | 3 | 1 | 1 | 1 | 3  | 3  | 0  |
| 4   | Haiti      | 2    | 3 | 0 | 2 | 1 | 2  | 4  | -2 |

##### Risultati
| Arbitro: | Wijngaarde |

|             |           |                    |
| Centeno 56’ | Marcatori | 57’, 73’ de Guzmán |

| Arbitro: | Vaughn |

|            |           |                  |
| Fiston 54’ | Marcatori | 36’ (rig.) Chery |

| Arbitro: | Brizan |

|           |           |                           |
| Gerba 35’ | Marcatori | 10’ Angloma 37’ Fleurival |

| Arbitro: | Campbell |

|               |           |             |
| Boucicaut 71’ | Marcatori | 62’ Centeno |

| Arbitro: | Wijngaarde |

|             |           |  |
| Centeno 14’ | Marcatori |  |

| Arbitro: | Rodríguez |

|  |           |                            |
|  | Marcatori | 31’, 35’ (rig.) De Rosario |

#### Gruppo B

##### Classifica
| Pos | Squadra           | P.ti | G | V | N | P | GF | GS | DR |
| --- | ----------------- | ---- | - | - | - | - | -- | -- | -- |
| 1   | Stati Uniti       | 9    | 3 | 3 | 0 | 0 | 7  | 0  | +7 |
| 2   | Guatemala         | 4    | 3 | 1 | 1 | 1 | 2  | 2  | 0  |
| 3   | El Salvador       | 3    | 3 | 1 | 0 | 2 | 2  | 6  | -4 |
| 4   | Trinidad e Tobago | 1    | 3 | 0 | 1 | 2 | 2  | 5  | -3 |

##### Risultati
| Arbitro: | Pineda |

|             |           |  |
| Dempsey 26’ | Marcatori |  |

| Arbitro: | Arredondo |

|                      |           |          |
| Sánchez 38’ Alas 81’ | Marcatori | 8’ Spann |

| Arbitro: | Jaurequi |

|               |           |  |
| Contreras 68’ | Marcatori |  |

| Arbitro: | Moreno Salazar |

|  |           |                              |
|  | Marcatori | 29’ Ching 54’ (rig.) Johnson |

| Arbitro: | Archundia |

|                                           |           |  |
| Beasley 34’, 90’ Donovan 45’ Twellman 73’ | Marcatori |  |

| Arbitro: | Pineda |

|               |           |          |
| McFarlane 87’ | Marcatori | 83’ Ruíz |

#### Gruppo C

##### Classifica
| Pos | Squadra  | P.ti | G | V | N | P | GF | GS | DR |
| --- | -------- | ---- | - | - | - | - | -- | -- | -- |
| 1   | Honduras | 6    | 3 | 2 | 0 | 1 | 9  | 4  | +5 |
| 2   | Messico  | 6    | 3 | 2 | 0 | 1 | 4  | 3  | +1 |
| 3   | Panama   | 4    | 3 | 1 | 1 | 1 | 5  | 5  | 0  |
| 4   | Cuba     | 1    | 3 | 0 | 1 | 2 | 3  | 9  | -6 |

##### Risultati
| Arbitro: | Navarro |

|                                 |           |                          |
| Rivera 33’ Pérez 42’ Garcés 83’ | Marcatori | 40’ Guevara 90+2’ Costly |

| Arbitro: | Aguilar |

|                           |           |               |
| Borgetti 38’ Castillo 56’ | Marcatori | 23’ Alcántara |

| Arbitro: | Quesada |

|                 |           |                   |
| Costly 57’, 90’ | Marcatori | 29’ (rig.) Blanco |

| Arbitro: | Davis |

|                      |           |                          |
| Garcés 14’ Pérez 45’ | Marcatori | 27’ Colomé 74’ Alcántara |

| Arbitro: | Aguilar |

|  |           |                                            |
|  | Marcatori | 3’, 12’, 42’, 53’ Pavón 90’ (rig.) Guevara |

| Arbitro: | Batres |

|             |           |  |
| Salcido 60’ | Marcatori |  |

#### Raffronto tra le terze classificate
| Pos | Gruppo | Squadra     | P.ti | G | V | N | P | GF | GS | DR |
| --- | ------ | ----------- | ---- | - | - | - | - | -- | -- | -- |
| 1   | C      | Panama      | 4    | 3 | 1 | 1 | 1 | 5  | 5  | 0  |
| 2   | A      | Guadalupa   | 4    | 3 | 1 | 1 | 1 | 3  | 3  | 0  |
| 3   | B      | El Salvador | 3    | 3 | 1 | 0 | 2 | 2  | 6  | -4 |

### Fase a eliminazione diretta

#### Tabellone
|  | Quarti di finale | Quarti di finale | Quarti di finale |         |             | Semifinali  | Semifinali | Semifinali |  |  | Finale | Finale | Finale |  |
|  |                  |                  |                  |         |             |             |            |            |  |  |        |        |        |  |
|  | Stati Uniti      | Stati Uniti      | 2                |         |             |             |            |            |  |  |        |        |        |  |
|  | Stati Uniti      | Stati Uniti      | 2                |         |             |             |            |            |  |  |        |        |        |  |
|  | Panama           | Panama           | 1                |         |             |             |            |            |  |  |        |        |        |  |
|  | Panama           | Panama           | 1                |         | Stati Uniti | Stati Uniti | 2          |            |  |  |        |        |        |  |
|  |                  |                  |                  |         | Stati Uniti | Stati Uniti | 2          |            |  |  |        |        |        |  |
|  |                  |                  | Canada           | Canada  | 1           |             |            |            |  |  |        |        |        |  |
|  | Canada           | Canada           | Canada           | Canada  | 1           | 3           |            |            |  |  |        |        |        |  |
|  | Canada           | Canada           |                  |         |             |             |            |            |  |  |        |        |        |  |
|  | Guatemala        | Guatemala        | 0                |         |             |             |            |            |  |  |        |        |        |  |
|  | Guatemala        | Guatemala        | 0                |         | Stati Uniti | Stati Uniti | 2          |            |  |  |        |        |        |  |
|  |                  |                  |                  |         |             |             |            |            |  |  |        |        |        |  |
|  |                  |                  | Messico          | Messico | 1           |             |            |            |  |  |        |        |        |  |
|  | Honduras         | Honduras         | Messico          | Messico | 1           | 1           |            |            |  |  |        |        |        |  |
|  | Honduras         | Honduras         |                  |         |             |             |            |            |  |  |        |        |        |  |
|  | Guadalupa        | Guadalupa        | 2                |         |             |             |            |            |  |  |        |        |        |  |
|  | Guadalupa        | Guadalupa        | 2                |         | Guadalupa   | Guadalupa   | 0          |            |  |  |        |        |        |  |
|  |                  |                  |                  |         | Guadalupa   | Guadalupa   | 0          |            |  |  |        |        |        |  |
|  |                  |                  | Messico          | Messico | 1           |             |            |            |  |  |        |        |        |  |
|  | Costa Rica       | Costa Rica       | Messico          | Messico | 1           | 0           |            |            |  |  |        |        |        |  |
|  | Costa Rica       | Costa Rica       |                  |         |             |             |            |            |  |  |        |        |        |  |
|  | Messico (dts)    | Messico (dts)    | 1                |         |             |             |            |            |  |  |        |        |        |  |

#### Quarti di finale
| Arbitro: | Campbell |

|                               |           |  |
| De Rosario 17’ Gerba 33’, 47’ | Marcatori |  |

| Arbitro: | Brizan |

|                                  |           |           |
| Donovan 60’ (rig.) Bocanegra 62’ | Marcatori | 82’ Pérez |

| Arbitro: | Vaughn |

|  |           |              |
|  | Marcatori | 97’ Borgetti |

| Arbitro: | Navarro |

|           |           |                         |
| Pavón 70’ | Marcatori | 17’ Angloma 20’ Socrier |

#### Semifinali
| Arbitro: | Archundia |

|                               |           |          |
| Hejduk 39’ Donovan 45’ (rig.) | Marcatori | 76’ Hume |

| Arbitro: | Moreno Salazar |

|  |           |           |
|  | Marcatori | 70’ Pardo |

#### Finale
| Arbitro: | Batres |

|                                  |           |              |
| Donovan 62’ (rig.) Feilhaber 73’ | Marcatori | 44’ Guardado |

## Statistiche

### Classifica marcatori
5 reti
- Carlos Pavón

4 reti
- Landon Donovan

3 reti
- Dwayne De Rosario
- Ali Gerba
- Wálter Centeno
- Carlos Costly
- Blas Pérez

2 reti
- Julián de Guzmán
- Reynier Alcántara
- Jocelyn Angloma
- Amado Guevara
- Jared Borgetti
- José Luis Garcés
- DaMarcus Beasley

1 reti
- Iain Hume
- Jaime Colomé
- Dennis Alas
- Ramón Sánchez
- Cédrick Fiston
- David Fleurival
- Richard Socrier
- José Manuel Contreras

- Carlos Ruiz
- Alexandre Boucicaut
- Monès Chéry
- Cuauhtémoc Blanco
- Nery Castillo
- Andrés Guardado
- Pável Pardo
- Carlos Salcido
- Carlos Rivera

- Errol McFarlane
- Silvio Spann
- Carlos Bocanegra
- Brian Ching
- Clint Dempsey
- Benny Feilhaber
- Frankie Hejduk
- Eddie Johnson
- Taylor Twellman

### Premi
- Golden Ball Award:  Julián de Guzmán
- Golden Boot Award:  Carlos Pavón
- Golden Glove Award:  Franck Grandel
- Fair Play Award:  Honduras
- Gold Cup Best XI:

| Portiere                                     | Difensori                                                                                          | Centrocampisti                                                                                       | Attaccanti                                                     |
| -------------------------------------------- | -------------------------------------------------------------------------------------------------- | --- | -------------------------------------------------------------- |
| Franck Grandel Riserva José Francisco Porras | Felipe Baloy Richard Hastings Frankie Hejduk Carlos Salcido Riserve Samuel Caballero Paul Stalteri | Wálter Centeno Julián de Guzmán Pablo Mastroeni Pável Pardo Riserve DaMarcus Beasley Andrés Guardado | Carlos Pavón Blas Pérez Riserve Jocelyn Angloma Landon Donovan |